# 室女座DK
室女座DK，又名BD-00 2674，HD 115308、SAO 139254、HR 5005，是室女座的一颗恒星，视星等为6.68，位于銀經315.84，銀緯60.85，其B1900.0坐标为赤經13h 11m 17.5s，赤緯-0° 60.85′ 42″。